# Återvändandedirektivet
Återvändandedirektivet, eller direktiv 2008/115/EG, är ett europeiskt direktiv som reglerar gemensamma normer och förfaranden för återvändande av tredjelandsmedborgare som vistas olagligen inom Europeiska unionen. Direktivet utgör en viktig del av den gemensamma invandringspolitiken, och är inte bindande för Irland. Det utfärdades av Europaparlamentet och Europeiska unionens råd den 16 december 2008, trädde i kraft den 13 januari 2009 och skulle vara införlivat i medlemsstaternas nationella lagar och andra författningar senast den 24 december 2010. Direktivet ersatte artikel 23 och 24 i Schengenkonventionen. Som en del av Schengenregelverket gäller direktivet även för Island, Liechtenstein, Norge och Schweiz.
Europeiska kommissionen har genom olika rekommendationer uppmanat medlemsstaterna att erkänna varandras beslut om återvändande vid genomförande av återvändandedirektivet.
Återvändandedirektivets bestämmelser gäller vid utvisning av tredjelandsmedborgare som olagligen vistas på en medlemsstats territorium. Direktivet får däremot inte tillämpas på personer som åtnjuter fri rörlighet, till exempel familjemedlemmar till unionsmedborgare. Medlemsstaterna kan även välja att inte tillämpa direktivet på tredjelandsmedborgare som försöker resa in i en medlemsstat över de yttre gränserna eller på tredjelandsmedborgare som dömts för brott och därmed ska utvisas. EU-domstolen har i flera domar förtydligat att detta undantag inte gäller för inre gränser där tillfälliga inre gränskontroller har införts i enlighet med Schengenkodexen.
Kommissionen har genom flera rekommendationer uppmanat medlemsstaterna att tillämpa återvändandedirektivet mer effektivt.
I mars 2025 föreslog kommissionen en ny återvändandeförordning som kommer att vara mer omfattande och långtgående än återvändandedirektivet. Förslaget till förordning behöver antas av Europaparlamentet och Europeiska unionens råd innan det ersätter återvändandedirektivet.